# Laguna Larga
Laguna Larga est une localité du département de Río Segundo en Argentine.

## Personnalités liées à la ville
- Paulo Dybala, footballeur international.